# Lina Sandell
Pour les articles homonymes, voir Sandell.
Lina Sandell (née Karolina Wilhelmina Sandell-Berg le 3 octobre 1832 et morte le 27 juillet 1903) est une poétesse et auteure suédoise d'hymnes gospels.

## Biographie
Fille d'un religieux luthérien, Sandell grandit dans un presbytère de Fröderyd, Småland, Suède. À l'âge de 26 ans, elle accompagne son père en bateau sur le lac Vättern. Le père bascule par dessus bord et se noie en la présence de sa fille. Cette tragédie aurait été source d'inspiration de certains des premiers hymnes de Sandell.
En 1867, Sandell épouse Oscar Berg (1839–1903), un marchand et futur homme politique du parlement suédois. Le couple s'installe à Stockholm. Leur seul enfant meurt à la naissance.
En 1892, Lina est atteinte de fièvre typhoïde. 
Elle meurt en 1903 à soixante-dix ans. Elle est enterrée à l'église de Solna, dans le comté de Stockholm.

## Œuvre
Sandell a écrit plus de six cents hymnes, dont Tryggare kan ingen vara (Enfant des Cieux) et Blott en dag (Jour après jour).
La popularité de Sandell doit beaucoup aux performances d'Oscar Ahnfelt, qui a participé à la musique. Il aurait joué à la guitare et chanté ses œuvres à travers la Scandinavie.

## Héritage
Le train Y32 1404, de Krösatågen, Småland et Halland, qui parcourt Jönköping-Växjö, Nässjö-Halmstad et Jönköping-Tranås, a été nommé Lina Sandell.